# Argidia azania
Argidia azania là một loài bướm đêm trong họ Noctuidae.